# Myripristis formosa
Myripristis formosa är en fiskart som beskrevs av Randall och Greenfield, 1996. Myripristis formosa ingår i släktet Myripristis och familjen Holocentridae. IUCN kategoriserar arten globalt som otillräckligt studerad. Inga underarter finns listade i Catalogue of Life.